# Spencer Tunick
Spencer Tunick (Middletown, Condado de Orange, 1 de enero de 1967) es un fotógrafo estadounidense cuya especialidad es fotografiar masas de personas desnudas en disposición artística. Obtuvo una titulación en Ciencias por el Emerson College en 1988 y ha recorrido Europa y América en pro de su arte escénico.

## Biografía
Tunick nació en Middletown, condado de Orange, Nueva York, Estados Unidos en el seno de una familia judía.
En 1986, viajó a Londres donde tomó fotografías de desnudos en un paradero de autobuses a los montones de desnudos en Alleyn's School en el salón inferior en Dulwich, en el Municipio de Southwark. Posteriormente obtuvo un Bachelor of Arts de parte del Emerson College en 1988.

## Características de su arte
Es muy conocido por sus fotografías de grandes masas de personas desnudas dispuestas en artísticas formaciones, a menudo situadas en localizaciones urbanas y conocidas como Instalaciones. Surgen de estas imágenes una serie de tensiones al observador entre los conceptos de: lo público y lo privado, lo tolerado y lo prohibido, la moral y lo inmoral o lo individual y lo colectivo.

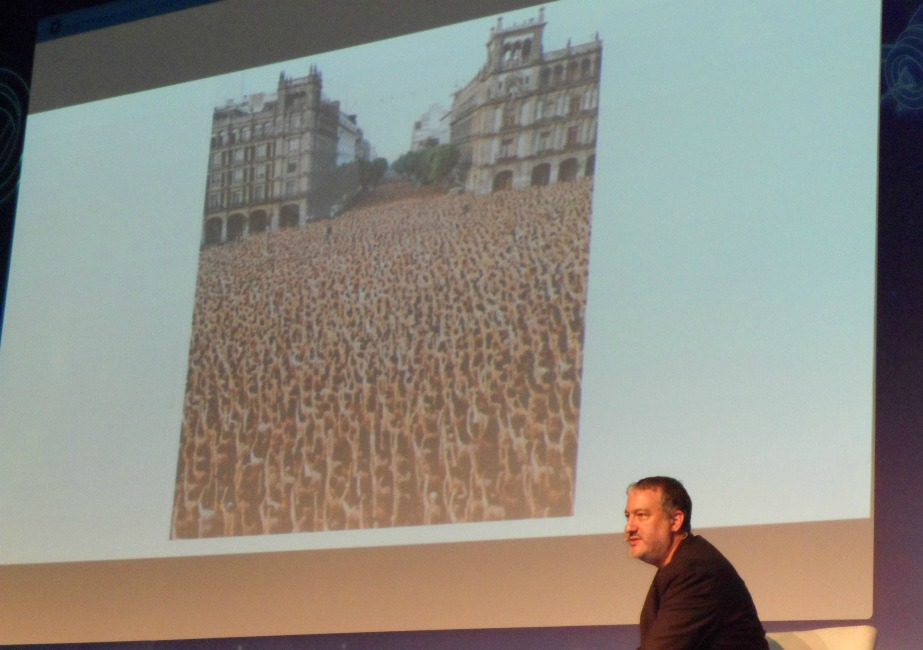
Spencer Tunick en Campus Party México.

## Expansión de su obra

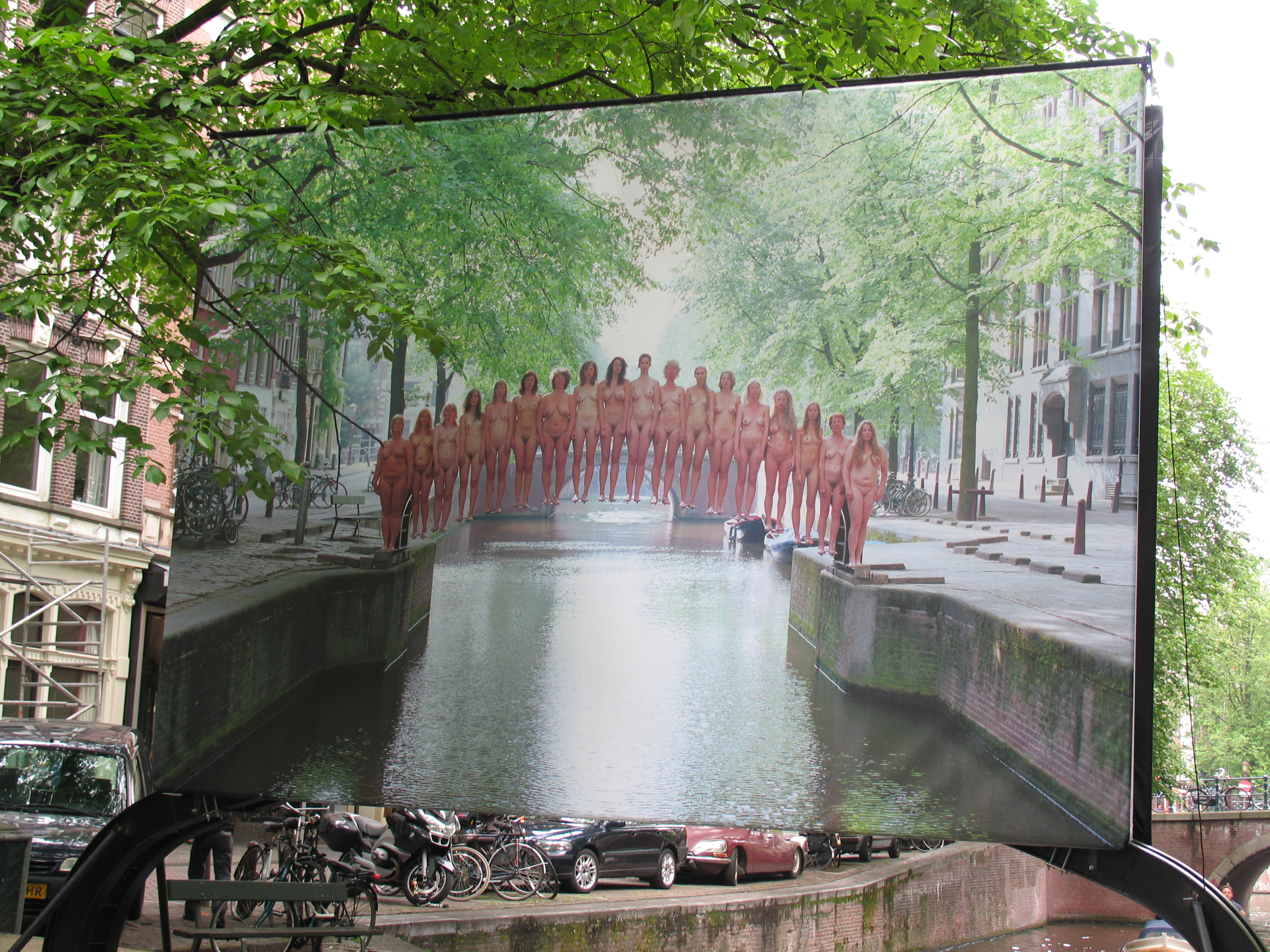
Instalaciones de Spencer Tunick en Ámsterdam.

Tunick comenzó en el año 1992 fotografiando personas desnudas por las calles de Nueva York. Sus fotos rápidamente se hicieron populares y decidió ampliar su trabajo por otros estados de Norteamérica, en su proyecto denominado Naked States (Estados desnudos). Más tarde hizo una gira internacional, a la que denominó Nude Adrift (Desnudo a la Deriva) tomando fotografías por ciudades como: Buenos Aires, Brujas, Londres, Lyon, Melbourne, Montreal, Caracas, Santiago, México, São Paulo, Newcastle, Bogotá o Viena.
Fue arrestado en 1994 con una modelo femenina cuando ella posaba desnuda en el Centro Rockefeller de Manhattan (Nueva York).[cita requerida] En junio de 2003, llegó a fotografiar a 7000 personas desnudas en Barcelona.
En mayo de 2007, en la Ciudad de México rompió su propio récord logrando juntar en la Plaza de la Constitución (Zócalo) de esta ciudad a cerca de 19.000 participantes que se desnudaron sin prejuicios.
Sus modelos son voluntarios que únicamente reciben una foto firmada por su colaboración.

## Controversias
En 2007, el presidente de México Felipe Calderón intentó censurarlo, según dicho por Tunick, luego de que lograra fotografiar a más de 19.000 personas en el Zócalo de la Ciudad de México.